# Базаров, Александр Иванович
Алекса́ндр Ива́нович База́ров (1845, Висбаден — 30 января 1907, Санкт-Петербург) — русский химик и ботаник. Сын протоиерея Иоанна Иоанновича Базарова.

## Биография
Учился сначала в Санкт-Петербургской духовной семинарии, затем в Петербургском университете, а с 1864 года — в Тюбингенском, Гейдельбергском и Лейпцигском университетах. В 1868 году написал диссертацию: «Directe Darstellung des Harnstoffs aus Kohlensäure und Ammoniak» (Прямое получение мочевины из углекислоты и аммиака), за которую получил степень доктора философии Лейпцигского университета. В диссертации он описал открытый им синтез мочевины (нагреванием смеси углекислого газа и аммиака при температуре 130—140°C под давлением). Реакция, получившая его имя, стала применяться для промышленного получения мочевины.
Работал в Берлине в лаборатории А. В. фон Гофмана, а с 1870 года — в Санкт-Петербурге у Бутлерова, готовясь к экзамену на магистра. Выдержав экзамен в Санкт-Петербургском университете, был определён лаборантом в Киевский университет Св. Владимира и за диссертацию «О строении некоторых азотистых соединений» удостоен степени магистра. Был утверждён 15 октября 1871 года доцентом химии в Киевском университете.
В 1873—1874 годах продолжил образование в Высшей технической школе в Штутгарте. За диссертацию «О фтороборной кислоте» 16 мая 1875 года получил от Харьковского университета степень доктора химии.
В 1881 году перешёл на службу в Министерство государственных имуществ, заняв место директора Никитского ботанического сада и Никитского училища садоводства и виноделия. С этого времени он стал заниматься изучением культуры винограда и эфирномасличных растений. Много способствовал рационализации виноградарства и виноделия, культивирования эфирномасличных растений и производства эфирных масел в России. Помещал свои статьи преимущественно в «Записках императорского общества садоводства Южной России», «Вестнике садоводства» и в «Журнале русского химического общества». С 1895 года редактировал журнал «Плодоводство».
В 1887—1907 годах — член Учёного комитета Главного управления землеустройства и земледелия.
Умер 30 января (12 февраля) 1907 года. Похоронен на Свято-Троицком кладбище в Ораниенбауме (ныне г. Ломоносов). Его могила находится справа от входа на кладбище.